# Baho
Baho (på Catalansk: Bao) er en by og kommune i departementet Pyrénées-Orientales i Sydfrankrig.

## Geografi
Baho ligger på Roussillon-sletten kun 8 km vest for Perpignan centrum. Nærmeste byer er mod øst Saint-Estève (3 km) og mod vest Villeneuve-la-Rivière (3 km)

## Borgmester
| Navn                 | Periode     |
| -------------------- | ----------- |
|                      |             |
| Antoine Morat        | ? - 1815    |
| François Sauret fils | 1815 - ?    |
|                      |             |
| Guy Casadevall       | 1983 - 2008 |
| Patrick Got          | 2008 -      |

## Demografi

### Udvikling i folketal
| 1962                                                              | 1968  | 1975  | 1982  | 1990  | 1999  | 2006  | 2011  | 2017  |
| ----------------------------------------------------------------- | ----- | ----- | ----- | ----- | ----- | ----- | ----- | ----- |
| 787                                                               | 1.068 | 1.449 | 1.672 | 2.027 | 2.490 | 2.874 | 3.252 | 3.217 |
| Tal fra og med 1962 er uden dobbelttælling (sans doubles comptes) |       |       |       |       |       |       |       |       |